# Claude Lefort
Claude Lefort (21. dubna 1924, Paříž – 3. října 2010) byl francouzský filosof a esejista, který se proslavil kritikou totalitních režimů a pracemi o teorii moderní demokracie.

## Život
Lefort studoval filosofii u Maurice Merleau-Pontyho, od roku 1945 publikoval v Sartrově revui Les temps modernes, už za studií se rozešel s marxismem a o málo později i s trockismem. S C. Castoriadisem založil roku 1948 časopis Socialisme ou barbarie, který analyzoval vývoj socialistických států východní Evropy, zejména SSSR a kritizoval jejich byrokratický státní kapitalismus. Díky tomuto postoji, v tehdejší Francii neobvyklému, vedl řadu polemik (např. s J.-P. Sartrem) a byl dlouho outsiderem francouzské filosofie. Později se věnoval zakladatelům politické filosofie (Niccolò Machiavelli, Dante Alighieri, Alexis de Tocqueville) a – v návaznosti na myšlenky zejména H. Arendtové a R. Arona – vztahům demokracie, politiky a lidských práv. Byl vydavatelem spisů Merleau-Pontyho a v letech 1976–1990 ředitelem Vysoké školy společenských věd (École des hautes études en sciences sociales, EHESS, založené Lévi-Straussem). Mezi jeho žáky patřil Marcel Gauchet.

## Politická teorie
Totalitní režimy 20. století – fašistické, nacistické i komunistické – se podle Leforta zásadně liší nejen od demokracií, ale i diktatur a teroru minulých dob a představují nový typ společenského uspořádání. Vyznačují se snahou o ztotožnění společnosti se státem, který plně ovládá všechny oblasti veřejného života, a o homogenizaci společnosti. Proto netolerují nic, co by bylo na státu-straně nezávislé a stálo stranou vládnoucí „jednoty strany a lidu“. Zastávají organické pojetí státu a společnosti, které vyžaduje představu vnějšího i vnitřního nepřítele, jehož je třeba zničit, případně i vyhubit. Boj s tímto nepřítelem je záminkou pro trvalou mobilizaci společnosti, proto mají sklon k militarismu a k násilnému řešení konfliktů.
Naproti tomu „vynález demokracie“ znamená uznání, že ve společnosti existují různé skupiny, vrstvy a zájmy, a představuje snahu o řešení konfliktů vyjednáváním a kompromisem. Demokratická moc a stát nikomu nepatří, je „prázdným místem“, jehož správa se svěřuje voleným zástupcům, kteří se pravidelně střídají podle společně uznávaných pravidel. Vzdává se tedy společných a povinně sdílených jistot a spoléhá na tvořivost svých občanů, kteří tento volný prostor naplní nejen svými vlastními zájmy, ale i prací pro společnost. Demokratický stát tak neprosazuje žádný společný projekt ani pro všechny závazný cíl, nýbrž tvoří rámec pro různé projekty jednotlivců a skupin a svoji autoritu zakládá na legitimitě čili dodržování pravidel, která jeho moc omezují. Lefort ovšem nebyl individualista a chápal lidský život jako bytostně společenský.

## Dílo
Kromě množství časopiseckých článků a esejů, zejména k aktuálním politickým otázkám, jež vyšly souborně pod názvem „Naše doba“ (Le temps présent, 2007) publikoval zejména:
- La Brèche („Průlom“), spolu s E. Morinem a C. Castoriadisem, Paris, Fayard, 1968.
- Éléments d'une critique de la bureaucratie („Prvky kritiky byrokracie“), Paris, Droz, 1971.
- Le Travail de l'œuvre, Machiavel („Práce díla. Machiavelli“), Paris, Gallimard, 1972 a 1986).
- Un Homme en trop. Essai sur l'archipel du goulag de Soljénitsyne („Přebytečný člověk. Esej o Solženicynově Gulagu“), Paris, Le Seuil, 1975 a 1986.
- Sur une colonne absente. Autour de Merleau-Ponty („O chybějícím sloupu. Kolem Merleau-Pontyho“), Paris, Gallimard, 1978.
- L'Invention démocratique („Vynález demokracie“), Paris, Fayard, 1981.
- Essais sur le politique : XIXe-XXe siècles („Eseje o politice 19. a 20. století“), Paris, Seuil, 1986.
- La Complication („Komplikace“), Paris, Fayard, 1999.
- Les Formes de l'histoire. Essais d'anthropologie politique („Formy historie. Eseje z politické antropologie“), Paris, Gallimard, «Folio Essais», 2000.
  - The Political Forms of Modern Society Cambridge (Mass.), M.I.T. Press, 1986